# Stan Chambers
Stan Chambers (ur. 11 sierpnia 1923, zm. 13 lutego 2015) – amerykański reporter.

## Wyróżnienia
Posiada swoją gwiazdę na Hollywoodzkiej Alei Gwiazd.